# Liste des distinctions de Kate Bush
Pour un article plus général, voir Kate Bush.

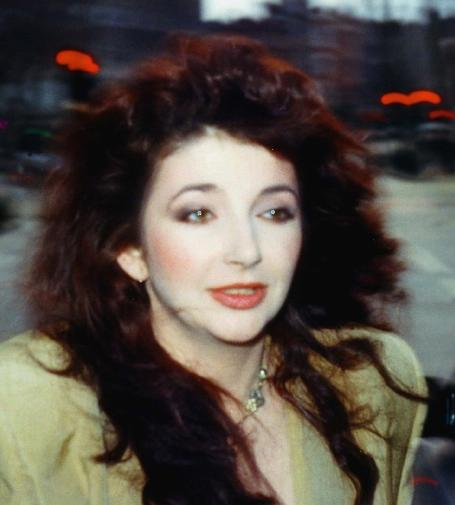
Kate Bush avant de performer au Comic Relief en 1986

Les listes ci-dessous — non exhaustives — présentent des récompenses, nominations et distinctions diverses décernées à Kate Bush, essentiellement par l'industrie musicale, les magazines de presse, chaînes TV ou radio.

## Récompenses
Le 10 avril 2013, au château de Windsor, Kate Bush s'est vue remettre par la reine Élisabeth II la décoration de « commandeur de l'ordre de l'Empire britannique » pour les services rendus à la musique ; la plupart des autres récompenses présentées dans le tableau ci-dessous sont celles accordées par l'industrie musicale.
| Société organisatrice                                           | Année | Récompense                                                      | Notes                                                                                          |
| --------------------------------------------------------------- | ----- | --------------------------------------------------------------- | ---------------------------------------------------------------------------------------------- |
| Tokyo Music Festival (en)                                       | 1978  | Prix d'Argent ex æquo avec le groupe The Emotions, 1978         | Décerné en juin 1978 au Nippon Budokan pour Moving,                                            |
| Prix Edison (en) Association of Dutch Phonographical Industries | 1978  | Meilleur single de l'année 1978                                 | Remis le 7 novembre 1978 au Château Ammersoyen                                                 |
| Melody Maker Annual Poll Awards (Prix du sondage annuel)        | 1978  | Meilleure chanteuse et meilleur espoir de l'année 1978          | Remis à The Venue le 8 novembre 1978                                                           |
| NME Awards                                                      | 1979  | Chanteuse de l'année                                            | Décerné le 28 février 1979                                                                     |
| Ivor Novello Awards                                             | 1979  | Texte britannique exceptionnel                                  | Décerné au Grosvenor House Hotel pour The Man with the Child in His Eyes                       |
| Capital Radio Awards (prix annuel)                              | 1979  | Meilleur espoir britannique et meilleure chanteuse britannique. | Remis le 4 mars 1979 à l'hôtel Grosvenor House.                                                |
| British Rock & Pop Awards                                       | 1979  | Meilleure chanteuse de l'année 1978                             | Décerné au Café Royal le 11 avril 1979,                                                        |
| Melody Maker Annual Poll Awards (Prix du Sondage annuel)        | 1979  | Meilleure interprète féminine de l'année 1979                   | Décerné le 28 novembre 1979 au Waldorf Hilton (en).                                            |
| Music Week Annual Awards                                        | 1980  | Meilleure artiste féminine de l'année 1979                      | Le 12 février 1980 à l'Hôtel Dorchester.                                                       |
| British Rock & Pop Awards                                       | 1980  | Meilleure chanteuse de l'année 1979                             | Décernée le 27 fév. 1980 au Café Royal.                                                        |
| Capital Radio Awards (prix annuel)                              | 1980  | Meilleure chanteuse de l'année 1979                             | Décerné le 3 mars 1980 à l'hôtel Grosvenor House                                               |
| Melody Maker Annual Poll Awards (Prix du sondage annuel)        | 1980  | Meilleure chanteuse                                             | Paru le 4 octobre 1980                                                                         |
| Capital Radio Awards (prix annuel)                              | 1981  | Meilleure artiste féminine                                      | Janvier 1981, 3e année consécutive                                                             |
| MIDEM Video Awards                                              | 1981  | Meilleure performance internationale                            | Décerné à Cannes, pour Babooshka                                                               |
| International Music & Media Conference (Montreux)               | 1986  | Meilleure performance féminine                                  | Pour la vidéo de Cloudbusting                                                                  |
| CMJ New Music Award                                             | 1986  | Meilleure artiste féminine de l'année                           | Décerné à New York                                                                             |
| BRIT Awards                                                     | 1987  | Meilleure chanteuse britannique,                                |                                                                                                |
| US College Music Awards                                         | 1987  | Meilleure chanteuse                                             | Décerné en février 1987                                                                        |
| Q Awards                                                        | 2001  | Prix Q de l'auteur classique,                                   |                                                                                                |
| Ivor Novello Awards.                                            | 2002  | Contribution exceptionnelle à la musique britannique            | Décerné au Grosvenor House Hotel de Londres, le 23 mai 2002,                                   |
| The Observer Readers Award (Prix des lecteurs)                  | 2007  | Meilleure reprise de tous les temps                             | Pour l'interprétation en 1991 de Rocket Man d'Elton John.                                      |
| Rober Awards                                                    | 2011  | Meilleure artiste féminine (gagnante du sondage)                |                                                                                                |
| Rober Awards                                                    | 2011  | Retour de l'année (gagnante du sondage et du prix Rober)        |                                                                                                |
| South Bank Sky Arts Awards                                      | 2012  | Meilleur album de l'année 2011                                  | Pour 50 Words for Snow,                                                                        |
| Ordre de l'Empire britannique                                   | 2013  | Commandeur de l'ordre de l'Empire britannique (CBE) ,.          | Pour services rendus à la musique.                                                             |
| Evening Standard Award (en)                                     | 2014  | Le prix de l'éditeur                                            | Pour Before the Dawn,                                                                          |
| Rober Awards                                                    | 2014  | Meilleur artiste live                                           |                                                                                                |
| Ivor Novello Awards.                                            | 2020  | Membre de l'Ivors Academy                                       | En reconnaissance de ses réalisations incomparables et durables dans le domaine de la musique. |

Les symboles en triangle permettent de trier par ordre alphabétique la 1re colonne, qui nomme la compétition ou l'entité organisatrice. La 2e permet de trier par ordre chronologique ; la 3e colonne cite la récompense obtenue et la dernière colonne des précisions éventuelles.

## Nominations
2012
- BRIT Awards
  - Best British Female Solo Artist[20]
- Ivor Novello Awards
  - Best Album : 50 Words for Snow[20]

2007
- Satellite Awards
  - Best Original Song (pour Lyra)

2006
- BRIT Awards
  - Best British Female Solo Artist[20]
  - Best British Album (pour Aerial)[20]

2005
- BRIT Awards
  - Best Song Of The Past 25 Years (pour Wuthering Heights)[20]

1996
- Grammy Awards
  - Best Music Video - Long Form (pour The Line, the Cross & the Curve)

1991
- Grammy Awards
  - Best Alternative Music Performance (pour The Sensual World)[20]

1990
- BRIT Awards
  - Best British Album (pour The Sensual World)
  - Best British Producer (pour The Sensual World)

1988
- Grammy Awards
  - Best Concept Music Video (pour Experiment IV)[20]

1987
- MTV Video Music Awards
  - Best Female Video (pour The Big Sky)[20]

1986
- MTV Video Music Awards
  - Best Female Video (pour Running Up that Hill)[20]
- BRIT Awards
  - Best British Female Solo Artist
  - Best British Album (pour Hounds of Love)
  - Best British Single (pour Running Up that Hill)
  - Best British Producer (pour Hounds of Love)

## Distinctions
Ce tableau concerne les distinctions accordées par les magazines de presse, radio, chaînes TV ou sites web.
| Organisateur                                         | Année | Distinction                                                                                                | Notes                                       |  |
| ---------------------------------------------------- | ----- | --- | ------------------------------------------- |  |
| Record Mirror (sondage)                              | 1978  | Meilleure nouvelle artiste de l'année                                                                      | Paru en janvier 1979                        |  |
| Record Mirror (sondage)                              | 1979  | Meilleure chanteuse de l'année                                                                             | Paru le 12 janvier 1980                     |  |
| New Musical Express (sondage)                        | 1979  | Meilleure chanteuse de l'année                                                                             | Paru le 19 janvier 1980                     |  |
| Sounds (sondage)                                     | 1979  | Meilleure chanteuse de l'année                                                                             | Paru le 1er mars 1980                       |  |
| Sounds (sondage du magazine)                         | 1980  | Meilleure chanteuse de l'année                                                                             | Paru le 21 février 1981                     |  |
| Smash Hits Poll Winners Party (Sondage annuel)       | 1980  | Chanteuse de l'année                                                                                       | Paru le 18 mars 1981                        |  |
| Sunday Telegraph (sondage)                           | 1981  | « La plus aimée » et « La moins aimée » des chanteuses britanniques                                        | Paru en avril 1981                          |  |
| Kerrang!                                             | 1985  | 2e meilleur album de l'année 1985                                                                          | Pour Hounds of Love                         |  |
| Record Mirror (sondage)                              | 1985  | Meilleur album de l'année et meilleure chanson                                                             | Pour Hounds of Love et Running Up that Hill |  |
| New Musical Express (sondage)                        | 1985  | 3e place dans le Top Tracks                                                                                | Pour Running Up that Hill                   |  |
| New Musical Express (sondage)                        | 1985  | 10e place dans le Top Albums                                                                               | Pour Hounds of Love                         |  |
| Pazz & Jop (sondage)                                 | 1985  | 18e place des albums                                                                                       | Pour Hounds of Love                         |  |
| Pazz & Jop (sondage)                                 | 1985  | 10e place des singles                                                                                      | Pour Running Up That Hill                   |  |
| Sounds (sondage)                                     | 1986  | Meilleure chanteuse, 1985                                                                                  |                                             |  |
| New Musical Express (sondage)                        | 1988  | 85e place dans le Top 100 Albums de tous les temps                                                         | Pour Hounds of Love                         |  |
| New Musical Express (sondage)                        | 1989  | 35e place dans le Top Tracks                                                                               | Pour The Sensual World                      |  |
| New Musical Express (sondage)                        | 1989  | 17e place dans le Top Albums                                                                               | Pour The Sensual World                      |  |
| Record Mirror (sondage)                              | 1989  | 30e place parmi les Albums des années 80                                                                   | Pour Hounds of Love                         |  |
| New Musical Express (sondage)                        | 1993  | 45e place dans le Top Albums                                                                               | Pour The Red Shoes                          |  |
| New Musical Express (sondage)                        | 1993  | 83e place dans le Top 100 Albums de tous les temps                                                         | Pour The Kick Inside                        |  |
| FHM                                                  | 1995  | 78e place sur les 100 « femmes les plus sexy »                                                             |                                             |  |
| Mojo (magazine)                                      | 1995  | 60e place sur les 100 plus grands albums jamais faits                                                      | Pour Hounds of Love                         |  |
| Business Age Magazine                                | 1997  | 33e place dans le U.K.'s Richest Rockers                                                                   |                                             |  |
| Mojo (magazine)                                      | 1997  | 88e place sur les 100 singles de tous les temps                                                            | Pour Wuthering Heights                      |  |
| Q (magazine) (sondage)                               | 1998  | 48e place parmi les 100 meilleurs albums                                                                   | Pour Hounds of Love                         |  |
| Q (magazine) (sondage)                               | 1998  | 36e place parmi les 50 meilleurs albums des années 70                                                      | Pour The Kick Inside                        |  |
| Mojo (magazine)                                      | 1998  | 81e place sur les 100 meilleurs chanteurs de tous les temps                                                |                                             |  |
| Mojo (magazine)                                      | 1999  | 48e place sur les 100 chanteurs de tous les temps                                                          |                                             |  |
| Q (magazine) (sondage)                               | 1999  | 32e place parmi le Top 100 des singles de tous les temps                                                   | Pour Wuthering Heights                      |  |
| VH1                                                  | 1999  | 46e place sur les 100 Plus grandes femmes du Rock                                                          |                                             |  |
| Q (magazine) (sondage)                               | 1999  | 33e place parmi les 100 plus grandes Stars musicales du XXe siècle                                         |                                             |  |
| Q (magazine) (sondage)                               | 2002  | 3e place parmi les 100 Women Who Rock the World                                                            |                                             |  |
| Pitchfork                                            | 2002  | 92e place parmi le Top 100 des albums des années 1980                                                      | Pour Hounds of Love                         |  |
| Q (magazine) (sondage)                               | 2003  | 51e place parmi les 100 meilleurs albums de tous les temps                                                 | Pour Hounds of Love                         |  |
| Mojo (magazine)                                      | 2003  | Listée parmi "The Mojo Hall of Fame 100"                                                                   | Pour The Kick Inside et Hounds of Love      |  |
| The Observer Music Monthly                           | 2004  | 22e place parmi les meilleurs albums Britanniques                                                          | Pour Hounds of Love                         |  |
| Q (magazine)(sondage)                                | 2004  | 23e place parmi les 50 meilleurs albums britanniques jamais faits !                                        | Pour Hounds of Love                         |  |
| Los Angeles Times' Top 10 Albums-Steve Hochman       | 2005  | Meilleur album de l'année 2005                                                                             | Pour Aerial                                 |  |
| Metacritic                                           | 2005  | 52e place des meilleurs albums de 2005                                                                     | Pour Aerial                                 |  |
| BBC                                                  | 2005  | 6e place parmi les « Visages de l'année »                                                                  |                                             |  |
| Mojo (magazine)                                      | 2005  | 3e place dans le Top 10 Albums                                                                             | Pour Aerial                                 |  |
| New Musical Express (sondage)                        | 2005  | 27e place dans le Top Albums                                                                               | Pour Aerial                                 |  |
| Rate Your Music                                      | 2005  | 64e place dans le Top 100 Albums                                                                           | Pour Aerial                                 |  |
| Rate Your Music                                      | 2005  | 59e place sur le Top 100 Singles                                                                           | Pour King of the Mountain / Sexual Healing  |  |
| In the BBC's The Culture Show (en)                   | 2006  | 7e icône vivante du Royaume-Uni                                                                            |                                             |  |
| Q (magazine) (sondage)                               | 2006  | 62e place parmi les Meilleurs albums de tous les temps                                                     | Pour Hounds of Love                         |  |
| New Musical Express (sondage)                        | 2006  | 70e place dans le Top 100 Albums de tous les temps                                                         | Pour Hounds of Love                         |  |
| The Observer                                         | 2006  | 22e place sur les 50 Albums qui ont changé la musique                                                      | Pour The Hounds of Love                     |  |
| Classic Rock (magazine)                              | 2006  | 77e place sur les 100 plus grands albums rock britannique de tous les temps                                | Pour The Kick Inside                        |  |
| Classic Rock (magazine)                              | 2006  | 94e place sur les 100 plus grands albums rock britannique de tous les temps                                | Pour Hounds of Love                         |  |
| New Musical Express (sondage)                        | 2006  | 41e place sur les 100 plus grands albums britanniques jamais faits!                                        | Pour Hounds of Love                         |  |
| Mojo (magazine)                                      | 2006  | Listée parmi les meilleurs albums de la décennie 1970                                                      | Pour The Kick Inside                        |  |
| Mojo (magazine)                                      | 2006  | Listée parmi les 50 plus grands titres britanniques de tous les temps                                      | Pour Wuthering Heights                      |  |
| Digital Spy                                          | 2007  | 8e place dans le top 10 des icônes gay pop                                                                 |                                             |  |
| BBC "Pop on Trial" (sondage - avis des lecteurs)     | 2008  | 7e meilleure chanson des années 1970                                                                       | Pour Wuthering Heights                      |  |
| The Telegraph                                        | 2008  | 2e des 50 meilleurs auteurs-compositeurs britanniques                                                      |                                             |  |
| Out Magazine                                         | 2008  | 52e meilleur album gay                                                                                     | Pour Hounds of Love                         |  |
| Out Magazine                                         | 2008  | 90e meilleur album gay                                                                                     | Pour The Kick Inside                        |  |
| Virgin Media (sondage - avis des lecteurs)           | 2008  | 2e Place Alternative Cool list                                                                             |                                             |  |
| Les 1001 albums qu'il faut avoir écoutés dans sa vie | 2008  | Listée | Pour The Dreaming                           |  |
| Les 1001 albums qu'il faut avoir écoutés dans sa vie | 2008  | Listée | Pour Hounds of Love                         |  |
| Les 1001 albums qu'il faut avoir écoutés dans sa vie | 2008  | Listée | Pour The sensual world                      |  |
| MusicRadar (en)                                      | 2009  | 10e place des plus grands auteurs-compositeurs britanniques                                                |                                             |  |
| BBC (sondage - avis des lecteurs)                    | 2009  | 1re des 10 reines préférées de la pop britannique                                                          |                                             |  |
| Consequence of Sound                                 | 2010  | 17e place parmi les 100 meilleurs albums de tous les temps                                                 | Pour Hounds of Love                         |  |
| Paste Magazine                                       | 2011  | 26e place sur les 50 meilleurs artistes britanniques de tous les temps                                     |                                             |  |
| Metacritic                                           | 2011  | 19e place des meilleurs albums de 2011                                                                     | Pour 50 Words for Snow                      |  |
| Flavorwire                                           | 2011  | 1re des 10 voix les plus distinctives (et bizarre) en musique                                              |                                             |  |
| IMDb                                                 | 2011  | 6e place parmi le Top 100 des plus grandes chanteuses                                                      |                                             |  |
| Pitchfork                                            | 2011  | 36e place parmi le Top 50 des albums de 2011                                                               | Pour 50 Words for Snow                      |  |
| Mojo (magazine)                                      | 2011  | 5e Meilleur Album de l'année 2011                                                                          | Pour 50 Words for Snow                      |  |
| BBC                                                  | 2011  | 99e place parmi vos 100 meilleurs titres                                                                   | Pour Wuthering Heights                      |  |
| BBC                                                  | 2011  | 38e place parmi votre top 100 artistes                                                                     |                                             |  |
| BBC                                                  | 2011  | 2e place parmi les meilleurs titres Par artistes Femmes                                                    | Pour Wuthering Heights                      |  |
| Consequence of Sound                                 | 2012  | 20e place parmi les 100 meilleures chansons de tous les temps                                              | Pour Running Up that Hill                   |  |
| Rolling Stone                                        | 2013  | 45e place parmi les 100 meilleurs chanteurs rock                                                           |                                             |  |
| Slicing up eyeballs                                  | 2013  | 9e place dans le Top 100 albums de 1985                                                                    | Pour Hounds of Love                         |  |
| Mojo (magazine)                                      | 2013  | Listée parmi les 20 albums qui ont secoué les 20 dernières années (et les finalistes ..)                   | Pour Aerial et 50 Words for Snow            |  |
| IMDb                                                 | 2014  | 46e place parmi les artistes britanniques préférés                                                         |                                             |  |
| New Musical Express                                  | 2014  | 8e place dans le Top 100 des artistes les plus influents                                                   |                                             |  |
| Consequence of Sound                                 | 2014  | Listée parmi les 20 concerts les plus attendus de l'été 2014                                               | Pour Before the Dawn                        |  |
| Huffington Post                                      | 2014  | 9e place parmi les 33 plus étranges clips de tous les temps                                                | Pour Wuthering Heights                      |  |
| London Evening Standard                              | 2014  | 16e place parmi les « 1000 londoniens les plus influents »                                                 |                                             |  |
| Stylist                                              | 2014  | 3e place parmi la tête de liste des britanniques les plus stylés                                           |                                             |  |
| New Musical Express                                  | 2015  | 1re place des 50 albums sortis en 1985 qui sonnent toujours bien aujourd'hui                               | Pour Hounds of Love                         |  |
| BBC America                                          | 2015  | 21e place parmi les 100 plus grandes chansons britanniques du XXIe siècle (jusqu'à présent)                | Pour King of the Mountain                   |  |
| The Independent                                      | 2015  | 2e place parmi les 10 meilleurs retours musicaux                                                           | Pour Aerial                                 |  |
| The Telegraph                                        | 2015  | 2e place parmi les 20 meilleurs duos                                                                       | Pour Don't Give Up avec Peter Gabriel       |  |
| PinkNews(sondage - avis des lecteurs)                | 2015  | 4e place dans le top des icônes de la musique gay en 2015                                                  |                                             |  |
| The Telegraph                                        | 2015  | 3e place parmi les 20 meilleures artistes féminines de Pop                                                 |                                             |  |
| The Guardian                                         | 2015  | 10e place parmi les 10 meilleures chansons d'hiver                                                         | Pour Misty                                  |  |
| The Official Charts Company                          | 2015  | 4e place parmi « The Official Top 30 Progressive Artists of the 21st Century »                             | Pour Aerial                                 |  |
| The Telegraph                                        | 2015  | 2e place parmi les 60 plus grandes femmes auteures-compositrices-interprètes de tous les temps             |                                             |  |
| Pitchfork                                            | 2016  | 3e place parmi le Top 25 des meilleurs Vidéos musicales des années 1970                                    | Pour Wuthering Heights                      |  |
| Les Inrocks                                          | 2016  | Listée parmi les grandes femmes de l’histoire de la musique                                                |                                             |  |
| Les Échos.fr                                         | 2016  | 2e place parmi les 10 meilleurs albums pop-rock de 2016                                                    | Pour Before the Dawn                        |  |
| Consequence of Sound                                 | 2016  | 5e place parmi les 13 chansons pop les plus effrayantes                                                    | Pour Waking the Witch                       |  |
| Consequence of Sound                                 | 2016  | 25e place parmi les 100 plus grands chanteurs(euses) de tous les temps                                     |                                             |  |
| Metacritic                                           | 2016  | 36e place des meilleurs albums de 2016                                                                     | Pour Before the Dawn [Live]                 |  |
| Thoughtco                                            | 2017  | 5e place parmi le Top 10 des personnalités influentes de la musique alternative                            |                                             |  |
| National Public Radio                                | 2017  | 37e place parmi les 150 meilleurs albums réalisés par des femmes                                           | Pour Hounds of Love                         |  |
| Thoughtco                                            | 2017  | Listée parmi le Top des chansons distinctives des films de John Hughes                                     |                                             |  |
| Daily Record                                         | 2017  | Chanson préférée d’Écosse, inspirée par un livre                                                           | Pour Wuthering Heights                      |  |
| womensmusicnews.com                                  | 2018  | 4e place parmi les Iconiques: 65 femmes qui ont contribué à définir l'industrie musicale britannique       |                                             |  |
| National Public Radio                                | 2018  | 4e place parmi les 150 meilleurs albums réalisés par des femmes                                            | Pour Hounds of Love                         |  |
| National Public Radio                                | 2018  | 24e place parmi les 150 meilleurs albums réalisés par des femmes                                           | Pour The Dreaming                           |  |
| National Public Radio                                | 2018  | 55e place parmi les 150 meilleurs albums réalisés par des femmes                                           | Pour The Kick Inside                        |  |
| National Public Radio                                | 2018  | 93e place parmi les 150 meilleurs albums réalisés par des femmes                                           | Pour The Sensual World                      |  |
| National Public Radio                                | 2018  | 146e place parmi les 150 meilleurs albums réalisés par des femmes                                          | Pour Never For Ever                         |  |
| PressReader (en)                                     | 2018  | Listée parmi "The women who rock our world"                                                                |                                             |  |
| The Official Charts Company                          | 2018  | Listée parmi les artistes les plus âgés qui ont dominé le classement officiel du Royaume-Uni               |                                             |  |
| The Official Charts Company                          | 2018  | Listée parmi les artistes solo féminines avec le plus d'albums numéro 1                                    |                                             |  |
| WatchMojo.com                                        | 2018  | 9e place parmi le Top 10 des musicien(ne)s britanniques les plus influent(e)s                              |                                             |  |
| The Independent                                      | 2019  | 2e place parmi les 50 meilleures chansons sur la neige, la pluie et le soleil                              | Pour Cloudbusting                           |  |
| Billboard                                            | 2019  | Listée parmi les 10 meilleurs albums que les fans attendaient depuis une décennie                          | Pour Aerial                                 |  |
| Pitchfork                                            | 2019  | 191e place parmi le Top 200 des meilleurs albums des années 2010                                           | Pour 50 Words for Snow                      |  |
| Rolling Stone                                        | 2019  | Listée parmi Les plus grandes influences sur la pop dans les années 2010                                   |                                             |  |
| Slant Magazine                                       | 2020  | 7e place parmi les 10 meilleurs albums de 1982                                                             | Pour The Dreaming                           |  |
| Slant Magazine                                       | 2020  | 1re place parmi les 10 meilleurs albums de 1985                                                            | Pour Hounds of Love                         |  |
| Ranker                                               | 2020  | 28e place parmi les meilleures musiciennes de tous les temps                                               |                                             |  |
| The Guardian                                         | 2020  | 14e place sur les 100 plus grands n° 1 britanniques.                                                       | Pour Wuthering Heights                      |  |
| The Sunday Post                                      | 2020  | Listée parmi les meilleures chanteuses britanniques                                                        |                                             |  |
| Les Inrocks                                          | 2020  | Listée parmi les 20 plus beaux albums de rock cruellement sous-estimés                                     | Pour The Dreaming                           |  |
| loudersound.com                                      | 2020  | Listée parmi les 20 meilleurs albums rock de 1978                                                          | Pour The Kick Inside                        |  |
| poptastic-radio.com                                  | 2020  | 7e place parmi les 15 titres rock anglais incontournables pour les français                                | Pour Wuthering Heights                      |  |
| MusicRadar                                           | 2021  | 24e place parmi les 40 plus grands sons de synthé de tous les temps                                        | Pour Running Up That Hill                   |  |
| siachenstudios.com                                   | 2021  | 3e place des 10 chanteuses britanniques les plus célèbres                                                  |                                             |  |
| ubergossip.com                                       | 2021  | 10e place du Top 100 des chanteuses britanniques les plus célèbres - Célébrités les plus canons            |                                             |  |
| thisisdig.com                                        | 2022  | 4e place parmi les meilleures chanteuses de tous les temps et parmi les 20 icônes de la musique innovantes |                                             |  |
| Rolling Stone                                        | 2023  | 60e place parmi les 200 plus grands chanteurs de tous les temps                                            |                                             |  |

Les symboles en triangle permettent de trier par ordre alphabétique la 1re colonne, qui nomme la compétition ou l'entité organisatrice. La 2e permets de trier par ordre chronologique ; la 3e colonne cite la récompense obtenue et la dernière colonne des précisions éventuelles.